# Monochrome Effect
Monochrome Effect (モノクロームエフェクト, Monokurōmu Efekuto) è un singolo discografico del girl group giapponese Perfume, pubblicato nel 2004 e presente nel loro primo album Perfume ~Complete Best~.

## Tracce
1. Monochrome Effect (モノクロームエフェクト)
2. Elevator (エレベーター)
3. Oishii Recipe (おいしいレシピ)